# Andreaea semisquarrosa
Andreaea semisquarrosa är en bladmossart som beskrevs av C. Müller 1879. Andreaea semisquarrosa ingår i släktet sotmossor, och familjen Andreaeaceae. Inga underarter finns listade i Catalogue of Life.